# Zhou Dunyi
Zhou Dunyi (周敦頤T, Chou Tun-iW; 1017 – Monte Lu, 1073) è stato un filosofo cinese, uno dei primi esponenti del neoconfucianesimo.

## Biografia
Zhou Dunyi nacque nell'odierna Contea di Dao, nello Hunan, in una famiglia di studiosi. All'età di 14 anni rimase orfano di suo padre e venne adottato dallo zio Zheng Xiang, il quale gli aprì la strada per la carriera di funzionario. Zhou Dunyi lavorò come custode dei registri, come magistrato di diverse contee e come assistente prefetto. Negli ultimi anni di vita si stabilì ai piedi del Monte Lu, dove eresse il suo Lianxi, un rifugio lungo un affluente del fiume Pen.
Pur non essendo molto noto ai suoi contemporanei, ebbe tra i suoi discepoli i filosofi Cheng Hao (1032-1085) e Cheng Yi (1033-1107). Viene citato da Zhu Xi nel suo Maestri dei Song settentrionali assieme ai neoconfuciani Shao Yong (1011-1077), Zhang Zai (1020-1077) e ai fratelli Cheng in precedenza citati. Il pensiero che accomunava tutti questi filosofi era l'idea che una società basata sulla Via potesse essere raggiunta solo attraverso un cambiamento personale dettato dalla coltivazione dello xin ("mente-cuore") per armonizzare Cielo, Terra e Umanità.
Zhou Dunyi è considerato una figura controversa nell'ambiente confuciano. Similmente ad altri pensatori di questa corrente, egli si ispira ai filosofi del passato come Mencio, pur tuttavia ingloba nel suo pensiero anche principi del taoismo e del buddhismo. Ciò si nota ad esempio nella sua idea sul primato della "immobilità" (qing) sull'"attività" (dong) e nel suo forte orientamento cosmologico. Egli accosta la spiritualità all'enfasi morale e politica in una visione cosmica in cui le forze della creazione trovano la loro massima espressione negli esseri umani. Inoltre, egli predilige i tradizionali concetti buddhisti di equanimità e compassione alla moderazione confuciana.

## Opere
- Taijitu shuo
- Tongshu
- Ai lian shuo